# Porta all'Arco
Pour l’article homonyme, voir Porta all'Arco (Sienne).
La  Porta all'Arco  ou  (dell'Arco) est une porte étrusque faisant partie des murs d'enceinte de la ville de Volterra dans la province de Pise en Toscane (Italie) .

## Description
La Porta all'Arco  de Volterra date du IIIe siècle av. J.-C. ou du IIe siècle av. J.-C. et fait partie des murs fortifiés, à l'orée de la ville de Velathri la lucumonie  étrusque locale, qui ont été à l'origine réalisés par les Étrusques et ont été progressivement modifiés au Moyen Âge quand la ville se proclama « commune Libre ».
Cette porte d'accès de Volterra, contrairement à celles d'autres villes contemporaines, n'a été que faiblement remaniée par les Romains suite à l'allégeance de la ville à Rome (Volterrae) et présente encore aujourd'hui l'image imposante, typique des portes citadines étrusques.

## Structure

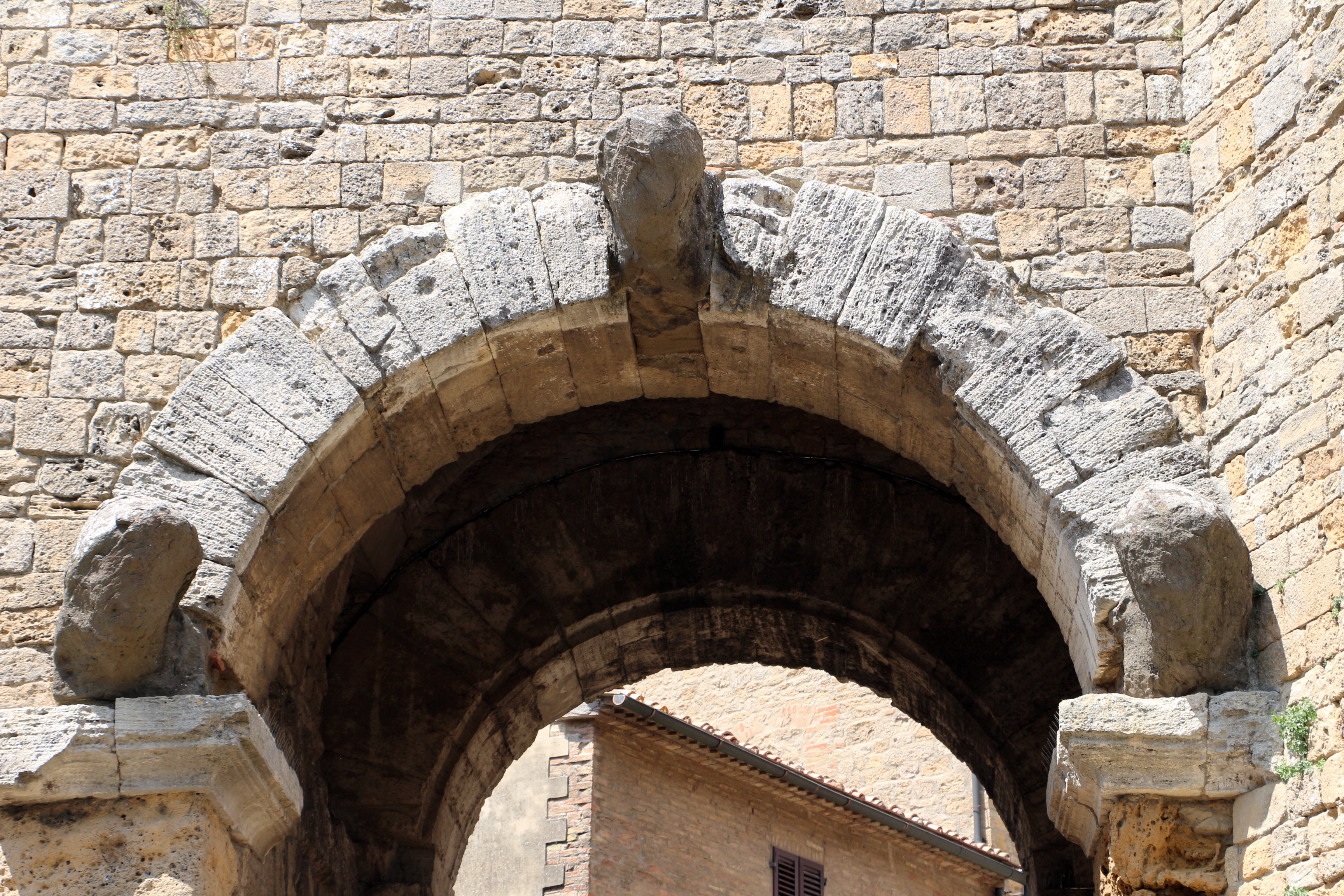
Les trois protomés

La porte est réalisée à partir de grands blocs de tuf superposés à froid.
Sur le fronton extérieur, le point remarquable de la porte est constitué par la mise en évidence des trois éléments principaux de l'arc (la clé de voûte et les deux  piani di imposta (pieds d'impostation), ceci par le biais de trois têtes sculptées dans la pierre (Protomés) représentant peut-être Giove (Tinia pour les Étrusques) et les deux Dioscures Castor et Pollux ou Uni et Menrva, divinités protectrices, ou peut-être simplement le fruit de la mode orientale préconisant d'exposer sur les murs citadines les têtes coupées des commandants ennemis en dissuasion envers toute présence hostile.

## Sources
- (it) Cet article est partiellement ou en totalité issu de l’article de Wikipédia en italien intitulé « Porta all'Arco » (voir la liste des auteurs).